# Deák Ferenc tér (Budapest)
A Deák Ferenc tér Budapest belvárosának egyik központi tere, egyúttal a város jelentős közlekedési csomópontja. Itt találkozik az M1-es, az M2-es és az M3-as metróvonal, egyúttal a 72-es trolibusz, számos autóbusz-, és a kiskörúti villamosvonalak is érintik a teret. A felszínen a Károly körút, a Bajcsy-Zsilinszky út, a Király utca, a Deák Ferenc utca és a Sütő utca torkollik bele. A terület legnagyobb része az V. kerülethez tartozik, de a 6. számú ház (Anker-palota) a VI. kerület része.

## Fekvése
Határai: Károly körút, Sütő utca, Erzsébet tér.

## Elnevezései
A teret a 19. század elején alakították ki, így a terület elnevezése a század legelején még Landstrasse volt. A teret 1819-es térképeken Kohlplatzként említik, de nevezték Kohlmarktnak, Káposztás piacnak, Szén piacnak és Szén térnek is. Az 1830-as években Judenmarkt (Zsidó piac) vagy Judenplatz (Zsidó tér).
A közterületek gyakori elnevezési szokásai szerint, a téren korábban állt egyik ház homlokzatát díszítő két török szobor után a Török tér, a téren álló evangélikus templom után a (Vordere) Evangelische Kirche Platz (Evangélikus templom (előtti) tér) elnevezést is használták.
1866-ban nevezték el a „haza bölcse” után Deák Ferenc térnek, és ezt a nevet azóta is viseli. (A mellette lévő, szintén Deák Ferenc nevét viselő utcával együtt ez a két közterület a legrégebbi elnevezés Budapesten, amelyet nem változtattak meg.)

## Főbb épületei, látnivalói
- Deák tér 2.: A volt Adria biztosító székháza
- Deák tér 4.: Evangélikus paplak és gimnázium
- Deák tér 5.: Evangélikus templom
- Deák tér 6.: Anker-palota
- Sztehlo Gábor evangélikus lelkész szobra (leleplezték 2009. szeptember 25-én)
- Földalatti Vasúti Múzeum

## Megközelítése
A tér a főváros közlekedése szempontjából nagyon jelentős, ugyanis ezen keresztül folytatódik a Szabadság hídtól induló Kiskörút útvonala a Bajcsy-Zsilinszky út felé, továbbá nem messze innen található a Széchenyi lánchíd felől induló József Attila utca, és annak folytatása, az Andrássy út is. A tér alatt terül el a város metró legjelentősebb csomópontja és átszálló komplexuma, ugyanis itt találkozik az M1-es (1896), M2-es (1970) és az M3-as vonal (1976).
A felszíni közösségi közlekedésben is jelentős szerepe van a térnek. Itt található a belvárosi megállója a 9-es és a 105-ös busznak, valamint a 72-es trolibusznak, illetve a végállomása a budai Várba közlekedő 16-os és 216-os, a Naphegy térre induló 178-as, és a Liszt Ferenc nemzetközi repülőtér éjjel-nappali kapcsolatát ellátó 100E busznak is. 1896 óta villamosok is közlekednek a téren, napjainkban a 47-es, 48-as és 49-es villamosnak a végpontja. Az éjszakai órákban számos autóbuszjárat is érinti a teret (914, 914A, 916, 931, 934, 950, 950A, 979, 990), egy részüknek a belső végállomása is itt található (909, 909A, 931A, 979A).

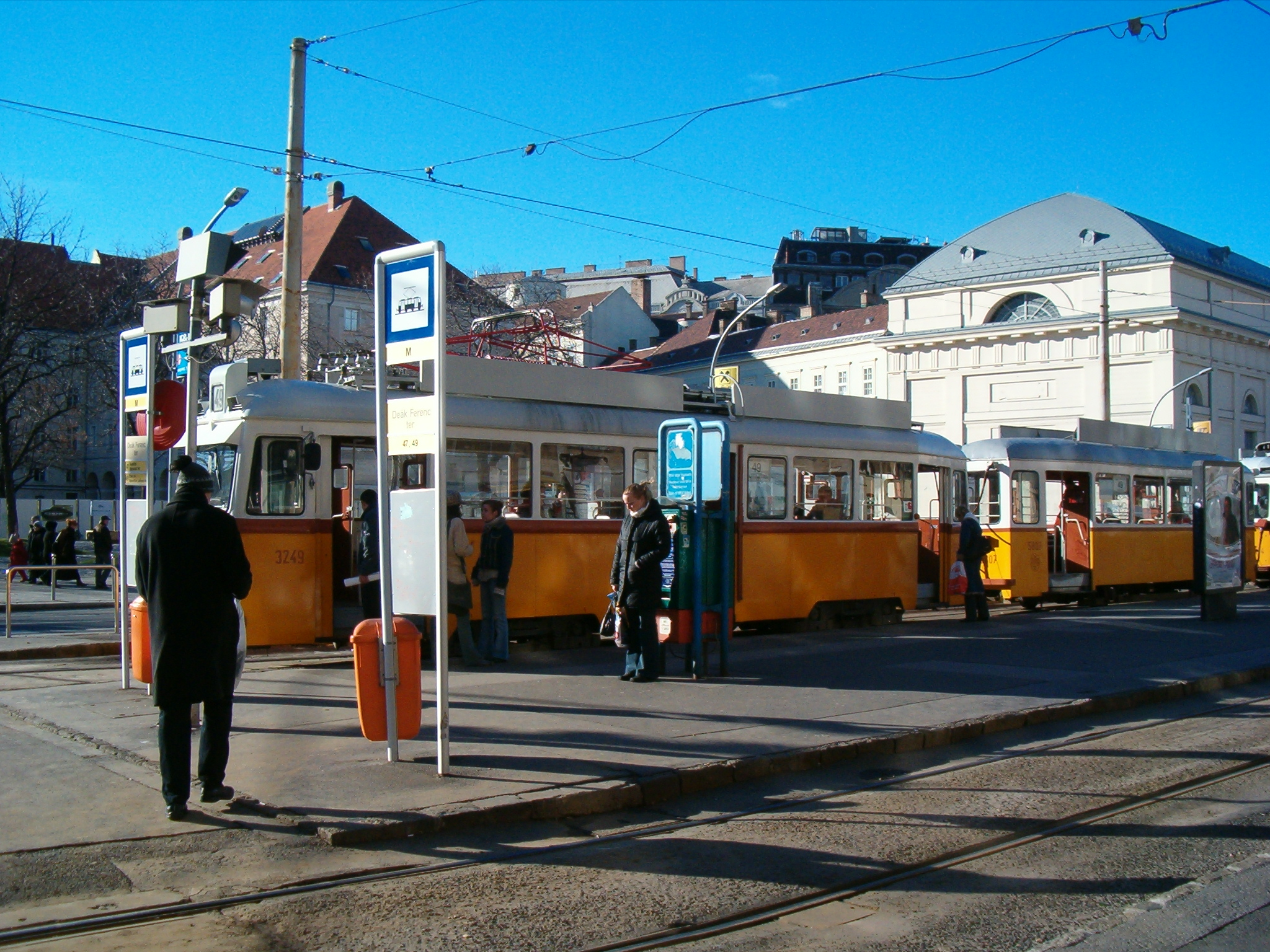
A 47-es és 49-es villamos régi végállomása. A vonalon 2007-ig Ganz UV típusú villamosok közlekedtek. Háttérben az evangélikus templom

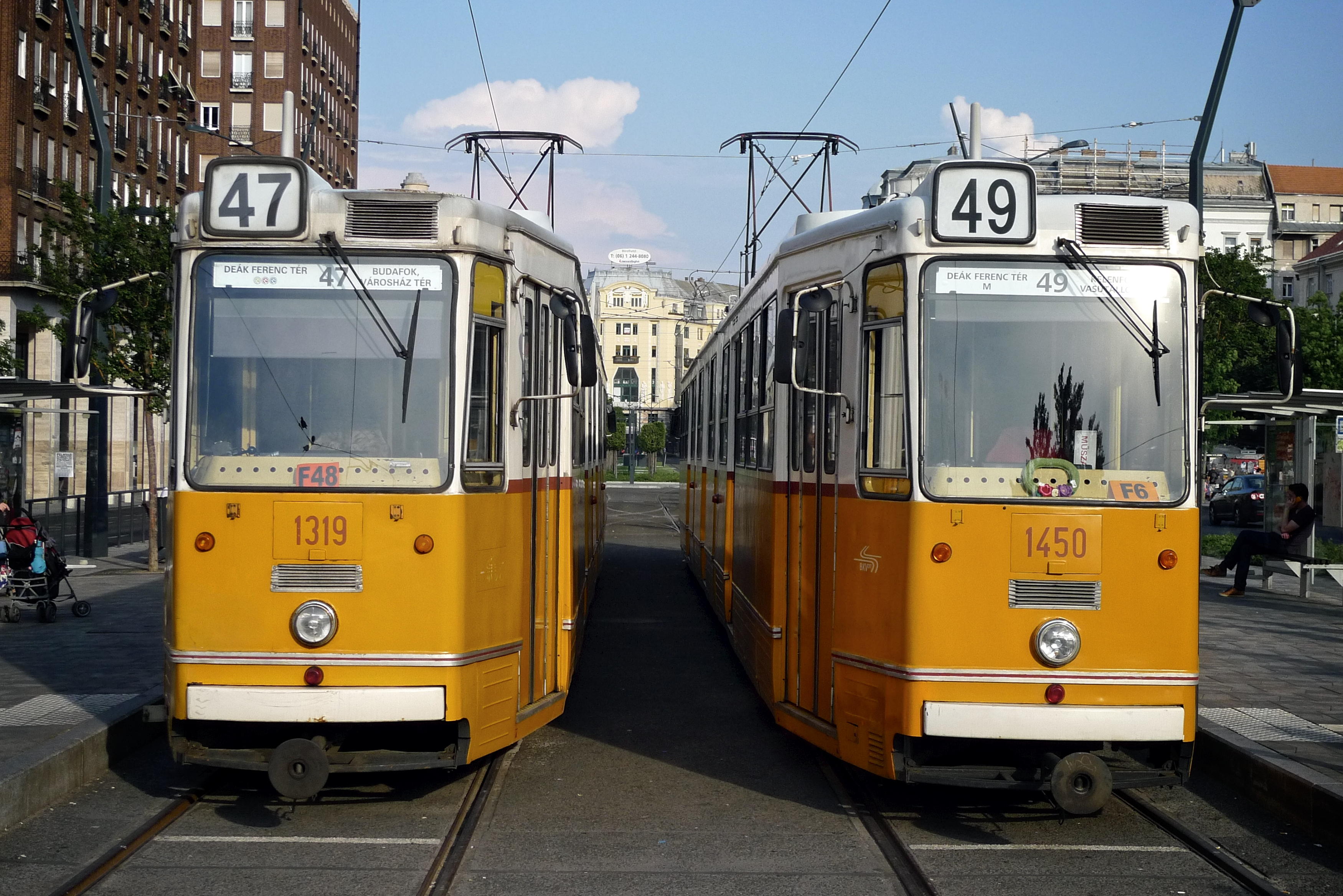
A kiskörúti villamosok jelenlegi végállomása Ganz CSMG villamosokkal

## Galéria

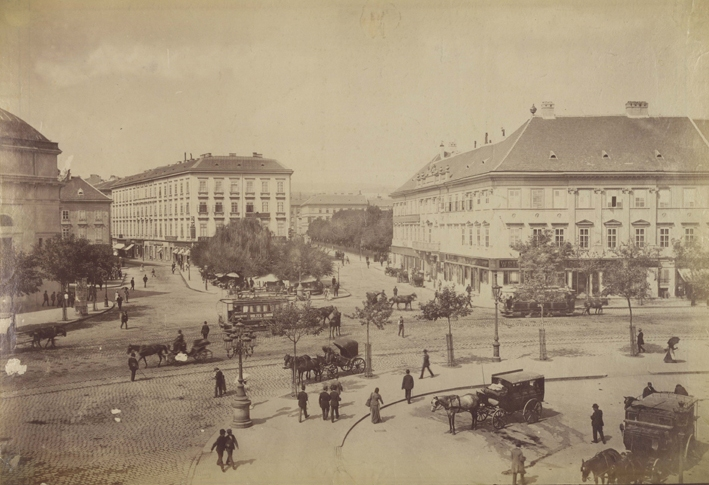
A Deák tér az 1890-es években, Klösz György felvételén
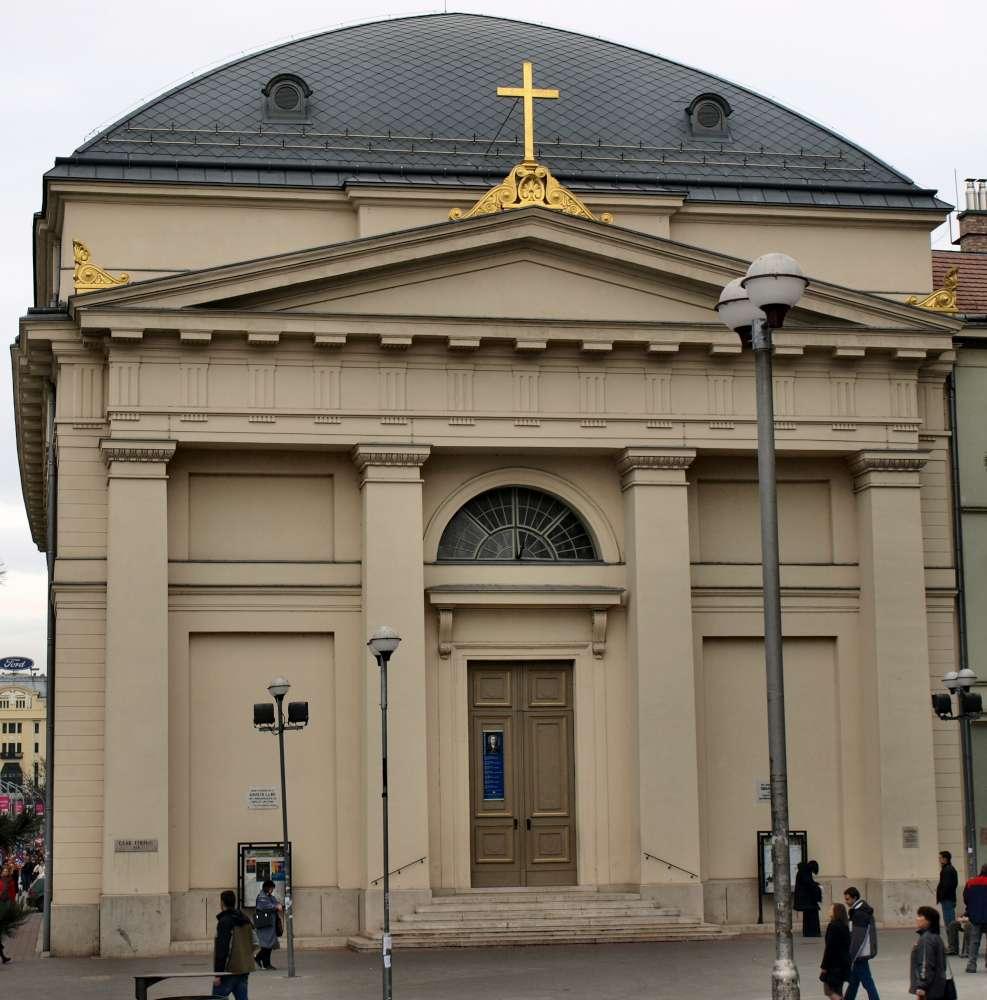
Az evangélikus templom bejárata
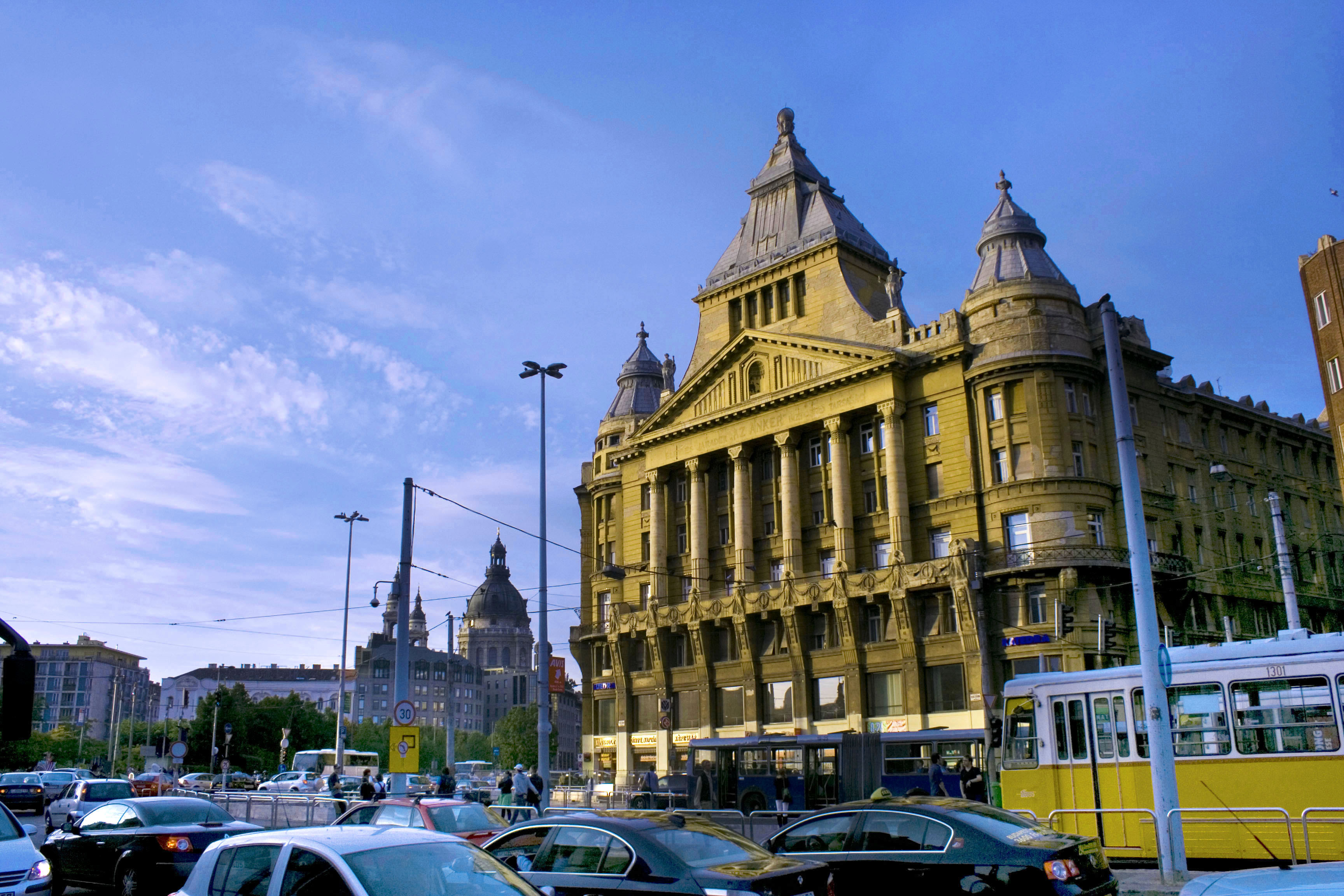
A téren jobbra az Anker-palota, hátrébb a Szent István-bazilika kupolája
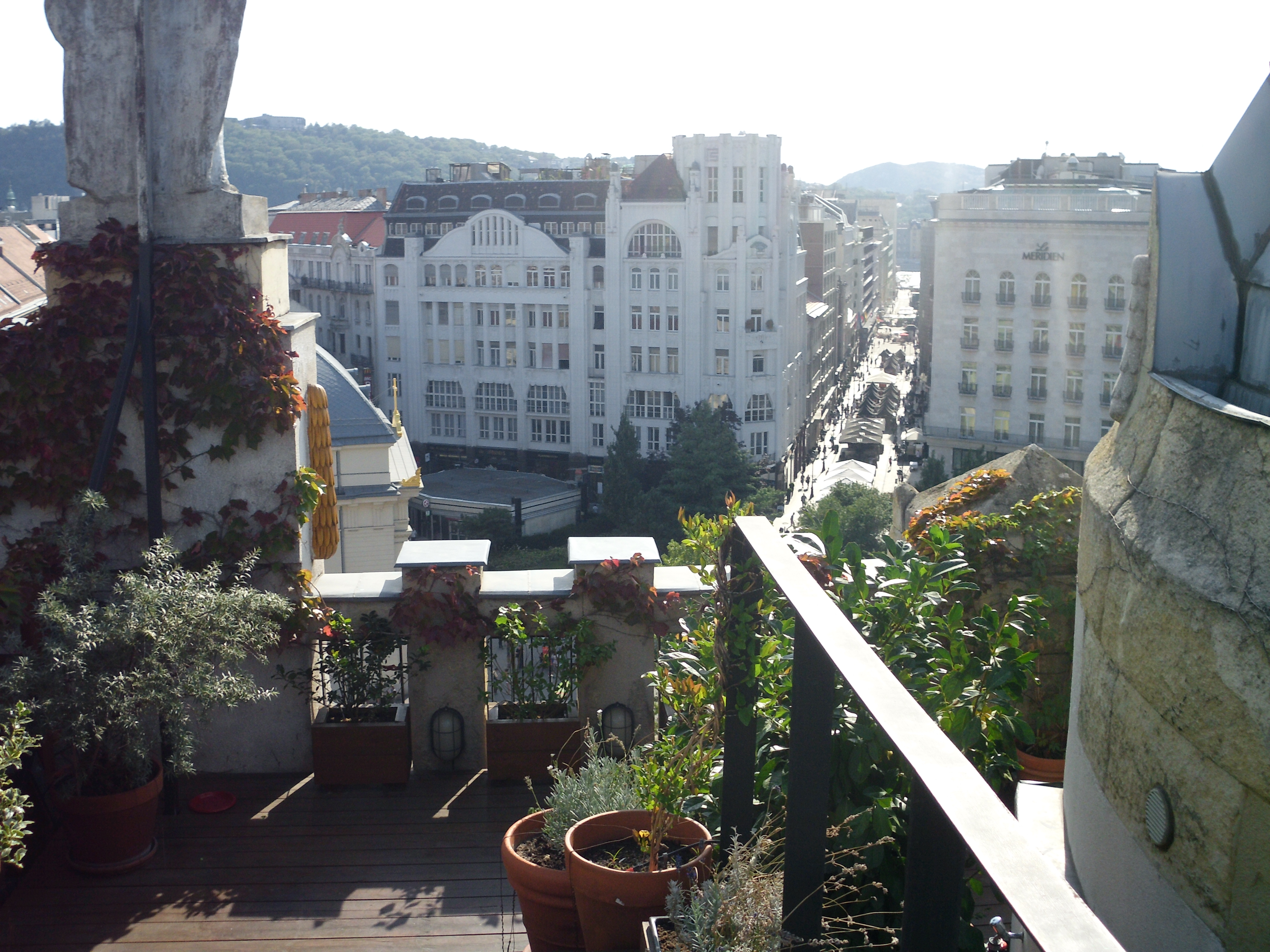
A tér az Anker-ház tetejéről nézve
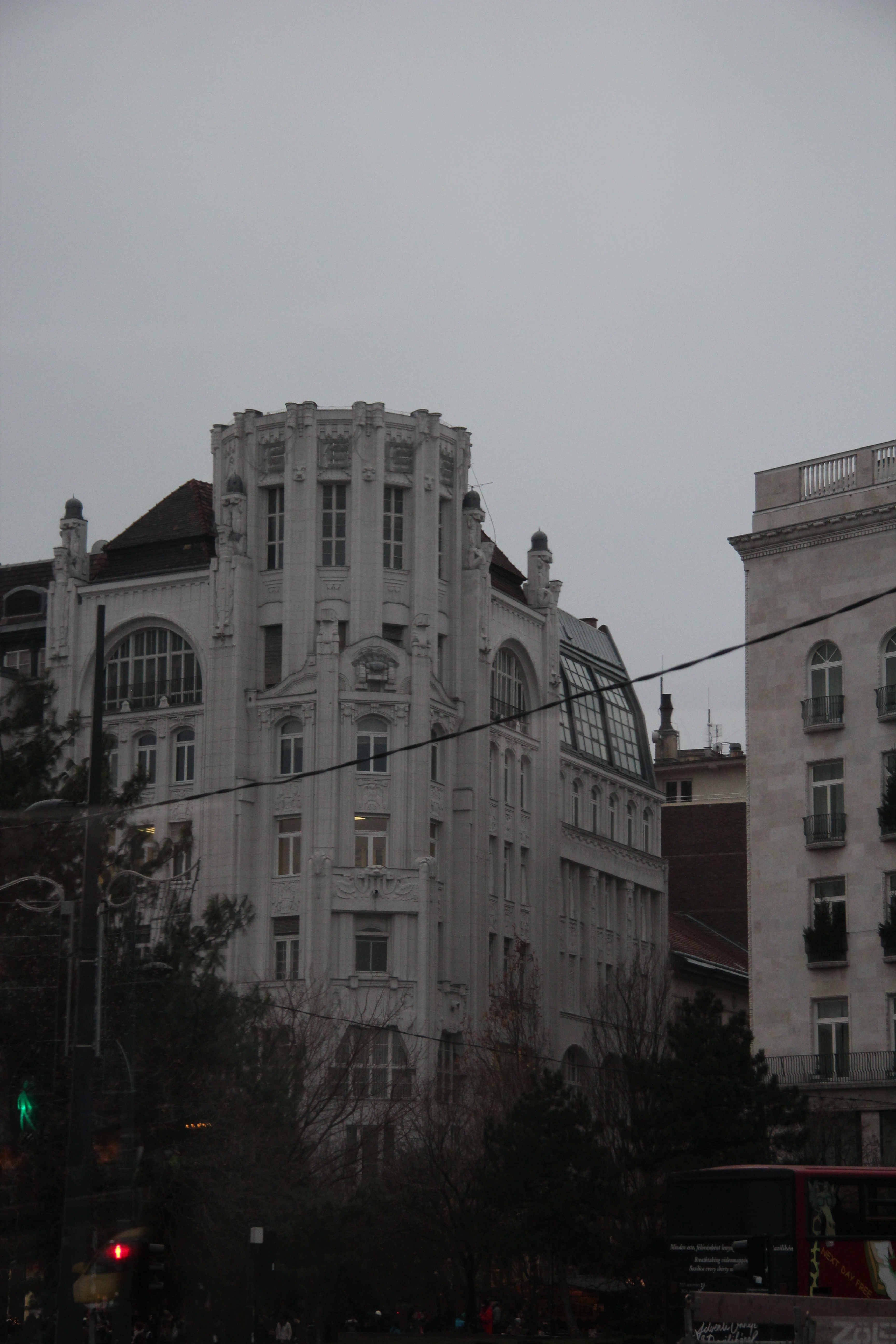
A Méridien szálloda
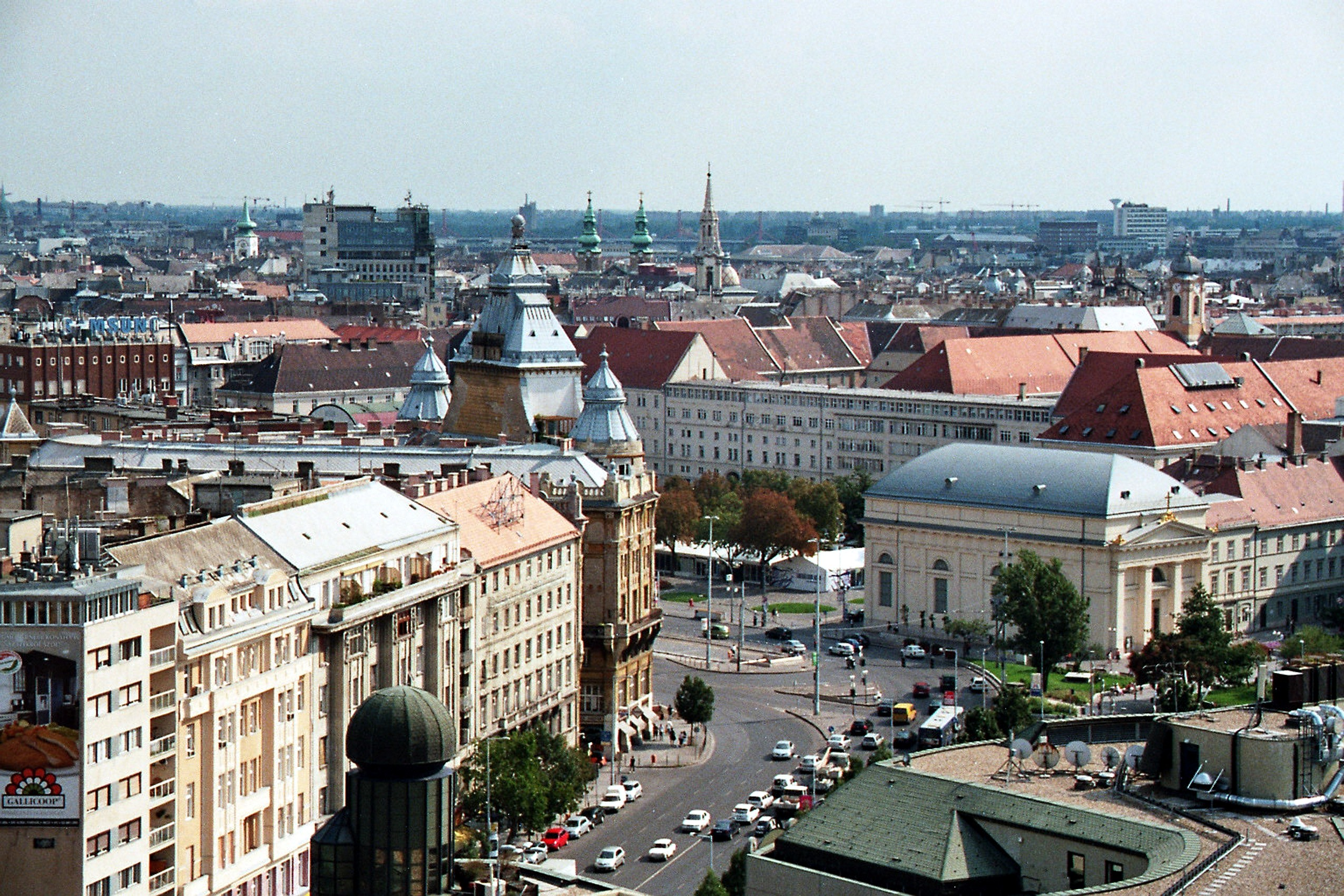
A tér a Bazilika körkilátójáról nézve
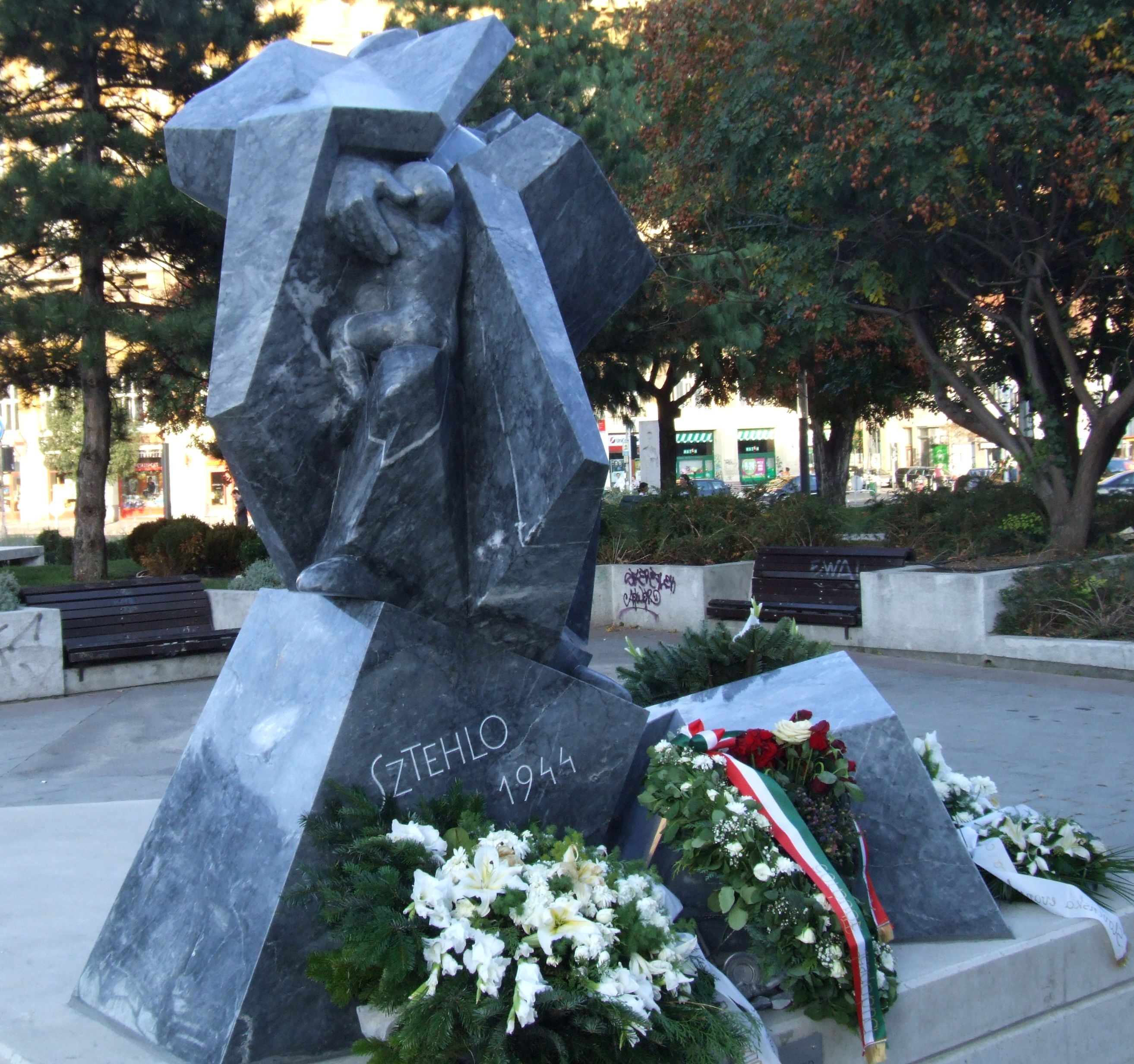
Sztehlo Gábor emlékszobra
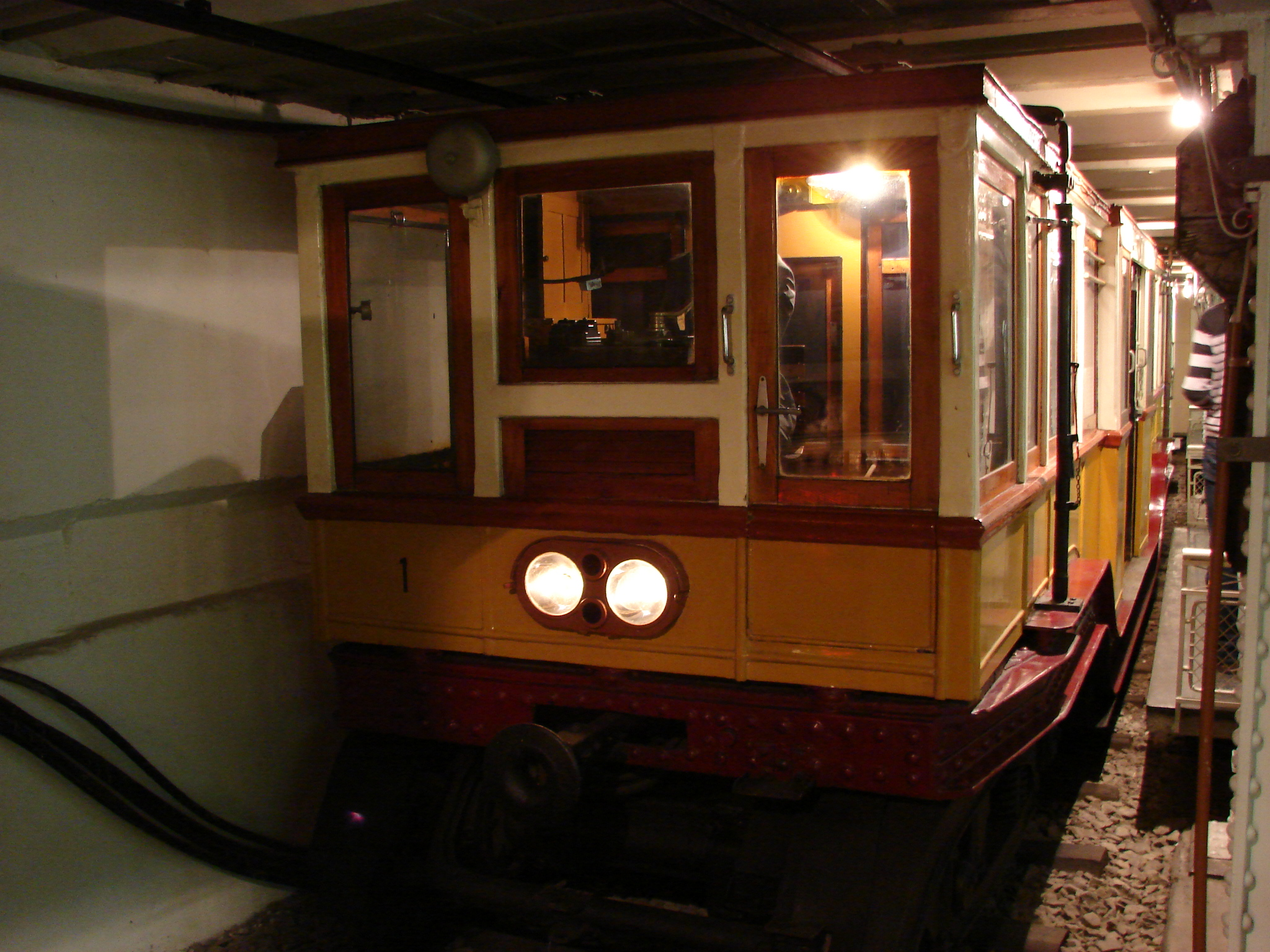
Földalatti Vasúti Múzeum
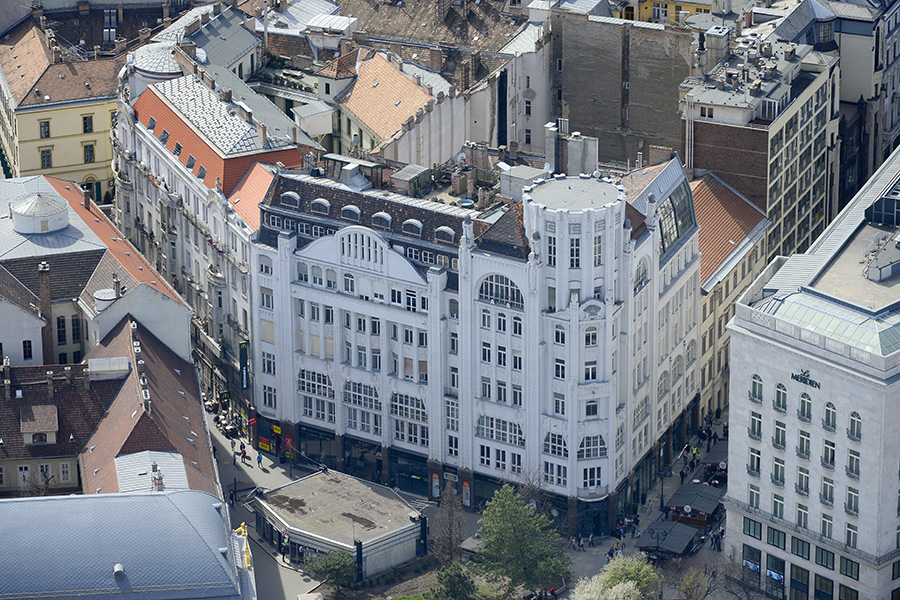
Deák Ferenc tér 23., ma: irodaház, előtte az M2-es metróvonal (Budapest) lejárati épülete
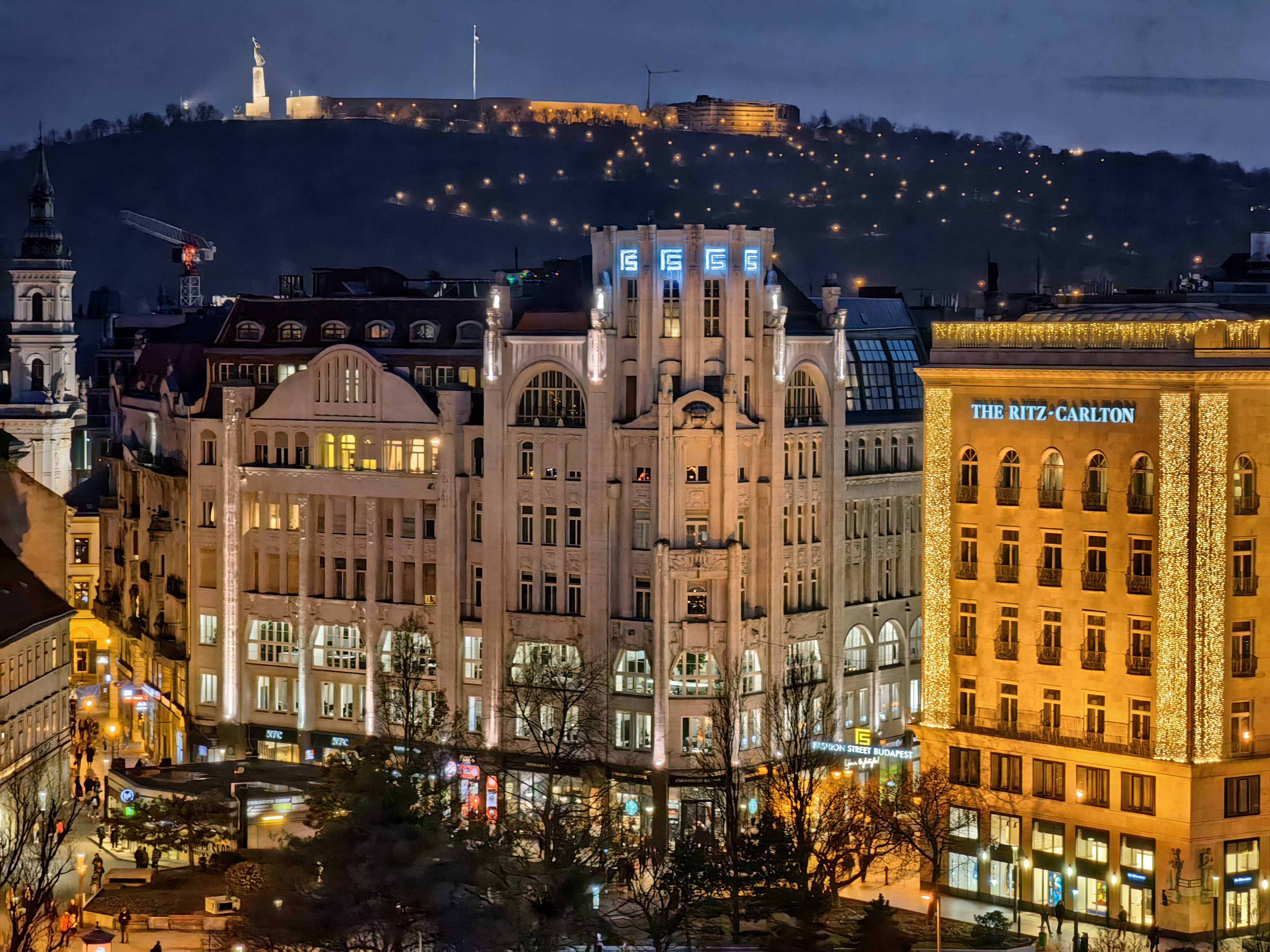
Kilátás a Bajcsy-Zsilinszki útról